# Reaumuria
Reaumuria is een plantengeslacht dat behoort tot de familie Tamaricaceae. Het geslacht omvat ongeveer twaalf soorten en komt voor van het oosten van het Middellandse Zeegebied tot in Centraal-Azië. Het zijn dwergstruiken die voornamelijk groeien in steppegebied, in de woestijn en op zilte bodems. Ze verdampen vocht waaruit zout kristalliseert, dat op de blaadjes achterblijft. Plaatselijk wordt het zout door de bevolking benut. Een lid van deze familie is Reaumuria mucronata, die voorkomt in Egypte en Noord-Afrika.
Hololachna · 
Myricaria · 
Myrtama · 
Reaumuria · 
Tamarix (Tamarisk)